# Lex Roolvink
Alexander Martinus Hendrikus (Lex) Roolvink (Hengelo, 20 februari 1957) is een Nederlandse ambtenaar, VVD-politicus en bestuurder.

## Levensloop
Roolvink studeerde in de economisch-juridische richting aan de heao en bestuurs- en managementwetenschappen in de richting public management aan de Open Universiteit. Hij begon in 1980 als beleidsmedewerker bij de gemeente Oldenzaal en was van 1987 tot 1989 hoofd van de afdeling projecten hoofdgroep WVV bij de provincie Limburg.
Van 1989 tot 1993 was Roolvink hoofd algemene zaken en gemeentesecretaris bij de gemeente Millingen aan de Rijn. Van 1993 tot 2001 was hij gemeentesecretaris bij de gemeente Denekamp en van 2001 tot 2002 gemeentesecretaris bij de gemeente Dinkelland en interim-manager bij de Regio Twente.
Van 2002 tot 2006 was Roolvink gemeentesecretaris bij de gemeente Opsterland en van 2006 tot 2013 gemeentesecretaris bij de gemeente Rheden. Van 2012 tot 2015 was hij voorzitter van de American Football Bond Nederland en sinds 2015 voorzitter van de Nederlandse Handboog Bond.
Vanaf 22 mei 2013 was Roolvink burgemeester van Grave als opvolger van waarnemend burgemeester Sjoukje Haasjes-van den Berg. Per 1 april 2021 is hij gestopt als burgemeester van Grave en werd hij met ingang van die datum opgevolgd door Toon van Asseldonk als waarnemend burgemeester.
Met ingang van van 22 september 2022 werd Roolvink benoemd tot waarnemend burgemeester van Opsterland, als opvolger van Ellen van Selm. Op 25 september 2023 werd Andries Bouwman burgemeester van Opsterland.
Roolvink is getrouwd en vader van twee kinderen. In zijn vrije tijd houdt hij zich graag bezig met muziek luisteren, cultuur, genealogie, varen en lezen.